# Hada protensa
Hada protensa är en fjärilsart som beskrevs av Barend J. Lempke 1964. Hada protensa ingår i släktet Hada och familjen nattflyn. Inga underarter finns listade i Catalogue of Life.